# Kommission Santer
Als Kommission Santer wird die Europäische Kommission unter Kommissionspräsident Jacques Santer bezeichnet, die von 1995 bis 1999 im Amt war. Sie folgte der Kommission Delors III nach. Gegen Ende ihrer Amtszeit wurde die Kommission Santer von einem Korruptionsskandal um Édith Cresson erschüttert. Nachdem das Europäische Parlament mit einem Misstrauensantrag gedroht hatte, trat die Kommission am 15. März 1999 geschlossen zurück. In der danach gebildeten Übergangskommission Marín blieben allerdings Mitglieder und Ressortverteilung identisch, lediglich der Kommissionspräsident Santer und der bisherige Vizepräsident Manuel Marín tauschten die Posten. Erst für die Kommission Prodi, die ihr Amt Ende 1999 antrat, wurden neue Kommissionsmitglieder ernannt.
| Ressort | Kommissar               | Mitgliedstaat          | nationale Partei | Europapartei |
| --- | ----------------------- | ---------------------- | ---------------- | ------------ |
| Präsident | Jacques Santer          | Luxemburg              | CSV              | EVP          |
| Vizepräsident, Handel | Leon Brittan            | Vereinigtes Königreich | Conservative     | ED           |
| Vizepräsident, Beziehungen zum Mittelmeerraum, Lateinamerika und mittleren Osten                                                                         | Manuel Marín            | Spanien                | PSOE             | SPE          |
| Industrie und Informations- und Telekommunikationstechnologie                                                                                            | Martin Bangemann        | Deutschland            | FDP              | ELDR         |
| Wettbewerb | Karel Van Miert         | Belgien                | PS               | SPE          |
| Außenpolitik | Hans van den Broek      | Niederlande            | CDA              | EVP          |
| Beziehungen zu den Staaten in Afrika, im karibischen Raum und im Pazifischen Ozean (AKP) sowie zu Südafrika, einschließlich Fragen der Entwicklungshilfe | João de Deus Pinheiro   | Portugal               | PSD              | EVP          |
| Beschäftigung und soziale Angelegenheiten, Beziehungen zum Wirtschafts- und Sozialausschuss                                                              | Pádraig Flynn           | Irland                 | Fianna Fáil      | –            |
| Energie, Euratom und Verkehr | Marcelino Oreja Aguirre | Spanien                | PP               | EVP          |
| Einwanderungsfragen sowie Inneres und Justiz, Beziehungen zum Bürgerbeauftragten, Finanzkontrolle, Betrugsbekämpfung                                     | Anita Gradin            | Schweden               | SAP              | SPE          |
| Wissenschaft, Forschung und Entwicklung | Édith Cresson           | Frankreich             | PS               | SPE          |
| Umwelt und nukleare Sicherheit | Ritt Bjerregaard        | Dänemark               | SD               | SPE          |
| Beziehungen zum Ausschuss der Regionen, Regionalpolitik, Kohäsionsfonds                                                                                  | Monika Wulf-Mathies     | Deutschland            | SPD              | SPE          |
| Verkehr | Neil Kinnock            | Vereinigtes Königreich | Labour           | SPE          |
| Binnenmarkt, Steuern und Zollunion | Mario Monti             | Italien                | parteilos        | parteilos    |
| Landwirtschaft und ländliche Entwicklung | Franz Fischler          | Österreich             | ÖVP              | EVP          |
| Fischerei, Verbraucherpolitik und ECHO | Emma Bonino             | Italien                | PR               | –            |
| Finanzen, Wirtschaft, Währungsangelegenheiten und Eurostat                                                                                               | Yves-Thibault de Silguy | Frankreich             | parteilos        | parteilos    |
| Haushalt, Personal und Verwaltung | Erkki Liikanen          | Finnland               | SDP              | SPE          |
| Energie, Euratom, Mittel- und Kleinbetriebe, Tourismus                                                                                                   | Christos Papoutsis      | Griechenland           | PASOK            | SPE          |